# رثاء الذات

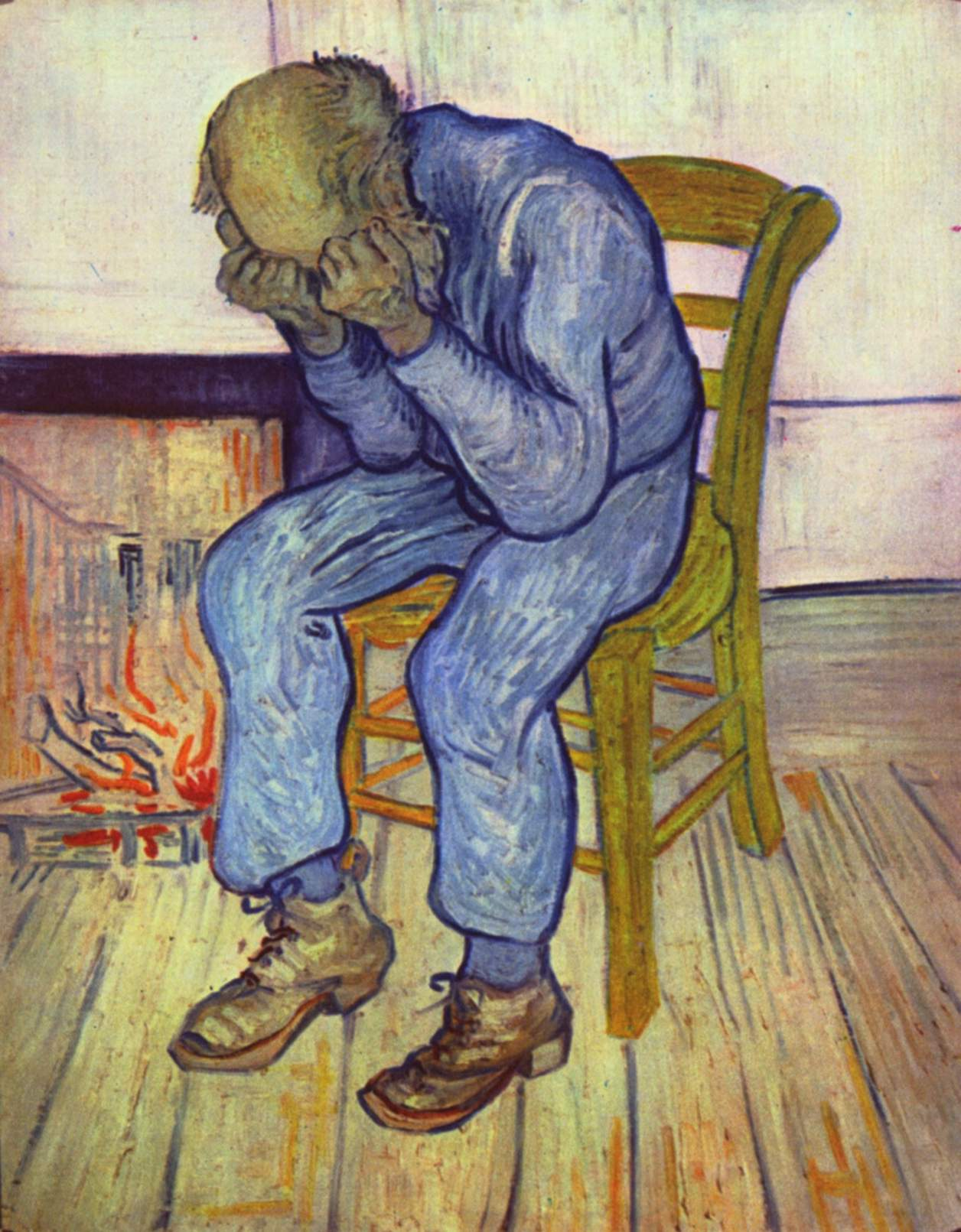

الشفقة على النفس هو الحالة النفسية للعقل الفرد في الأوضاع السلبية المتصورة الذين لم تقبل الوضع وليس لديها الثقة ولا القدرة على التعامل مع هذا الأمر. ويتميز هذا الاعتقاد الشخص الذي كان هو أو هي الضحية من الأحداث، وبالتالي يستحق التعزية. ويعتبر عموما الشفقة على الذات والعاطفة السلبية في أنها لا تساعد عموما تعامل مع الحالات السلبية. ومع ذلك، في سياق اجتماعي، فإنه قد يؤدي إلى إما طرح تعاطف أو المشورة. ويمكن اعتبار الشفقة على النفس العادية، وفي ظروف معينة صحية، طالما أنها عابرة ويؤدي إلى إما قبول أو الإصرار على تغيير الوضع.

## وصف
الشفقة على الذات يمكن أن تكون مكتفية ذاتيا بشكل ملحوظ لا سيما بالتزامن مع الاكتئاب أو غيرها من الشروط. ومع ذلك الشفقة على الذات هو وسيلة لدفع الانتباه إلى نفسه، وإن كان سلبيا، بل هو وسيلة ل-مهدئا الذاتي أو رعاية الذات («أتألم كثيرا»).
ويمكن أيضا أن تكون مرتبطة الشفقة على الذات كرد فعل العاطفي الذي يظهر في أوقات الشدة. في التعامل مع الشفقة على النفس والإجهاد، والميل الأكثر شيوعا من رد فعل على الإجهاد هو عن طريق الشعور بالأسف لنفسه. ومع ذلك، فإن الشفقة على النفس أيضا إظهار الفروق الفردية داخل الفرد التي يمكن أن تكون ذات صلة إلى بعض الخصائص الشخصية. بعض هذه الخصائص الشخصية هي انعدام الأمن الذاتي، والاكتئاب والإفراط في فشلهم، والمصاعب والخسائر.
يقول اجتماعية تعلم المنظرين أن الشفقة على الذات هو وسيلة لكسب الاهتمام، حيث تلقى الطفل الاهتمام والدعم ورعاية المرضى في حين يجري أو يضر. ثم يكبر الطفل بعد أن علمت أن تولي اهتماما لنفسه (أو تسأل عن الاهتمام من الآخرين) بينما في محنة حقيقية أو درامية. وبالتالي، يمكن شكل آخر من أشكال الاكتفاء الذاتي يكون التعاطف عرضت من قبل الآخرين (على سبيل المثال، شخص ما قد تستخدم عبارة «أوه، أنت فقير شيء» لمواساة شخص في الشفقة على النفس).
على الرغم من أن التركيز الأساسي من الشفقة على الذات على الذات وتلك المشاعر الخاصة داخل، كما أن لديها عنصر قوي الشخصية. كونه العاطفة الشخصية يتم توجيه الشعور العاطفي أو استجابة تجاه الآخرين بهدف جذب الاهتمام والتعاطف أو مساعدة. ومع ذلك، بعض الذين يتعاملون مع الشفقة على النفس ننظر عادة خارج أنفسهم عن مصدر مشاكلهم التي لا يؤدي إلا إلى دوامة من القضايا.